# 84225 Verish
84225 Verish è un asteroide della fascia principale. Scoperto nel 2002, presenta un'orbita caratterizzata da un semiasse maggiore pari a 2,3643322 UA e da un'eccentricità di 0,1457084, inclinata di 4,56987° rispetto all'eclittica.
L'asteroide è dedicato al geologo statunitense Robert S. Verish.